# Grupa Gorgona
Gorgona je umjetnička grupa koja je postojala u Zagrebu između 1959. i 1965. godine. Članovi Gorgone bili su slikari Julije Knifer, Josip Vaništa, Đuro Seder i Marijan Jevšovar; kipar Ivan Kožarić; arhitekt Miljenko Horvat, te povjesničari i kritičari umjetnosti Dimitrije Bašičević Mangelos, Matko Meštrović i Radoslav Putar.  
Gorgona nije bila slikarska grupa u uobičajenom smislu te riječi, nije djelovala manifestno, odnosno prema nekom programu, nego je okupljala umjetnike zajedničkih duhovnih srodnosti. Članovi Gorgone shvatili su odustajanje kao jedinstven umjetnički čin pa je o Gorgoni u pisanoj povijesti umjetnosti ostalo malo traga. Tek krajem sedamdesetih godina Gorgona postaje poznata široj javnosti, kada je 1977. godine održana prva velika izložba Gorgone u Galeriji suvremene umjetnosti u Zagrebu u sklopu koje Nena Dimitrijević piše i prvi tekst o grupi: Gorgona – Umjetnost kao način postojanja. Iako je Gorgona bila introvertna grupa koja se nije pokušala nametnuti vremenu i prostoru, ograničena na mali krug ljudi, po svojim promišljanjima i senzibilitetima bila je ravnopravna pojavama koje su obilježile kraj pedesetih i šezdesete godine 20. stoljeća.

## Likovna suvremenost Gorgone
Gorgona je bila ključna pojava ondašnje umjetničke prakse kada apsurd, ironija, nihilizam, tjeskoba i čitav niz srodnih pojmova postaju ključne kategorije neoavangarde koja se javlja kao odraz krize modernog čovjeka i njegove želje za stvaranjem nove umjetnosti oslobođene taloga prošlosti. Na pripadnost Gorgone tom vremenu sveopće sumnje upućuje i ime grupe koje se referira na mit o Gorgoni - Meduzi, što nam u interpretaciji vremena u kojem se javlja otkriva užas čovjeka koji spoznaje svoju osamljenost i odbačenost.
Istovremeno s pojavom Gorgone, krajem pedesetih godina javlja se čitav niz umjetničkih grupa sličnih koncepata. Javljaju se u doba trajanja enformela, na čiju su poetiku svojevrsna reakcija. Djelovanje ovih grupa nije bilo zapaženo sve do početka šezdesetih godina kada se održavaju velike izložbe na kojima se razvija svijest o enformelu kao trendu koji je svojom sveprisutnošću izgubio identitet umjetnosti koja komemorira Drugi svjetski rat. Uz veliku izložbu Oltre l'informale (Nakon enformela) u San Marinu 1963. godine i Venecijanskog bijenalea, važnu ulogu u uočavanju novih umjetničkih tendencija izvan okvira tada još dominatne poetike enformela imale su Nove tendencije - izložbena manifestacija koja se održavala u Zagrebu u razdoblju od 1961. do 1973. godine. Danas se uz izložbe Novih tendencija uglavnom vežu pojmovi matematičke, programirane i kinetičke umjetnosti, „no prve izložbe Novih tendencija nisu bile zamišljenje kao puristička manifestacija, već kao pokušaj registriranja novih, značajnih, ali u to vrijeme nedovoljno uočenih tendencija u likovnoj umjetnosti."

## Gorgona
S Gorgonom se mogu povezati brojne grupe: Novi realizam u Francuskoj s Yvesom Kleinom kao glavnim protagonistom, Fluxus u Americi, gdje čitava plejada mladih umjetnika „izlazi“ iz Tišine Johna Cagea, Azimuth u Italiji, te Die Zero u Njemačkoj. S Gorgonom ih povezuju neke zajedničke težnje k redukciji materijalnog statusa umjetničkog djela, a samim time i dokidanje imperativa konačne produkcije djela, afirmiranje ideje i ponašanja kao umjetničkog čina i srodnost minimalizaciji. „Gorgona je umjetnosti suprotstavila nove oblike umjetničkog ponašanja, neumjetničke materijale i sredstva komunikacije - tisak, poštu, govor kao svakodnevni medij čime je utjecala na čitav niz fenomena koji se javljaju sedamdesetih godina u okviru Nove umjetničke prakse.“

Gorgona je prvenstveno bila proces traženja duhovne slobode, grupa ljudi koja se okupljala zbog duhovnog zajedništva, mjesto gdje su na trenutak mogli pobjeći od svog života. „Zajedničko djelovanje u Gorgoni bilo je okretanje glave od jednog loše sazidanog društva, razlog zajedničkog druženja bio je okušati se u ekperimentu življenja, i to ne svatko sam, već u grupi, čime je niz različitih aktivnosti iz svakodnevog života postao umjetničkim događajem.“
Izložbe u Studiju G, izdavanje antičasopisa Gorgona, zajednička druženja, koncepti i projekti kao oblici zajedničkog „djelovanja“ najbolje mogu približiti što je Gorgona bila i otkriti gorgonski duh koji je obilježio stvaralaštvo pojedinih članova, ako ih je uopće moguće definirati, jer su i sami članovi često preispitivali što Gorgona jest: "Gorgona ne govori ni o čemu. Nedefinirana i neodrediva.“

## Izložbe u studiju G
„Izložbe u Studiju G bile su najjavniji, prema čemu možda i najmanje gorgonski oblik djelovanja.“. Studio G nalazio se na prostoru tadašnje radionice okvira Salon Schira u Preradovićevoj ulici. Članovi Gorgone iznajmljivali su taj prostor kako bi mogli djelovati neovisno od izložbenih institucija pa su i troškovi izložbe bili pokrivani iz zajedničke blagajne društva koja se nalazila kod prodavačice knjižare Naprijed na Trgu Republike. U Studiju G, osim članova Gorgone, izlagali su i drugi umjetnici koji su bili povezani s grupom: Eugen Feller, Ivan Rabuzin, Piero Dorazio, beogradski slikar Radomir Damnjanović, Victor Vassarely, Francois Morellet, te mnogi drugi. Već 1963. godine prestaje izložbena aktivnost u Studiju G, prvenstveno zbog financijskih razloga, što je bio čest razlog ukidanja malobrojnih medija s kojima je Gorgona komunicirala. 

## Antičasopis Gorgona
„Gorgona nije bila časopis o umjetnosti, već je svaki broj bio potpuno kreativno rješenje – ne u smislu grafičkog dizajna, već kao umjetničko djelo samo po sebi, zbog čega se i naziva antičasopisom.“ Između 1961. i 1966. godine izdano je 11 brojeva, a bila su pripremljena još dva koja iz financijskih razloga nikad nisu bila tiskana. Izdavanje Gorgone pokrenuo je Josip Vaništa, a svaki je broj zamišljen kao kreativno rješenje pojedinih članova grupe, odnosno onih koji su bili s njom povezani. Neke od brojeva Gorgone realizirali su Victor Vasarely i Dieter Rot. I nakon 1966. godine nastavlja se gorgonaška priča, Josip Vaništa nakon prestanka postojanja grupe objavljuje bilten Postgorgona (1985. – 1986.) te Postscriptum (P.S.) (1989. – 1991.) kao postgorgonsku priču. 
1. Gorgona br. 1: Josip Vaništa, 1961.
2. Gorgona br. 2: Julije Knifer, 1961.
3. Gorgona br. 3: Marijan Jevšovar, 1962.
4. Gorgona br. 4: Victor Vasarely, 1961.
5. Gorgona br. 5: Ivan Kožarić, 1961.
6. Gorgona br. 6: Josip Vaništa, 1961.
7. Gorgona br. 7: Miljenko Horvat, 1965.
8. Gorgona br. 8: tekst Harold Pinter, 1966.
9. Gorgona br. 9: Dieter Rot, 1966.
10. Gorgona br. 10: Josip Vaništa, 1966.
11. Gorgona br. 11: Josip Vaništa, 1966.

## Zajednički koncepti, projekti i udruženja
To su oblici gorgonaškog postojanja koji se nikada nisu materijalizirali, čime je potvrđena važnost ideje u umjetnosti za koju su se zalagali članovi Gorgone. Zajednički koncepti i projekti, šetnje, skupovi, umjetničko komuniciranje putem pošte bili su oblici kreativnog i duhovnog pražnjenja. Skupovi su često održavani u obliku šetnji negdje u okolici Zagreba, a povod im je mogao biti komisijski pregled početka proljeća ili jeseni. Realizacija kolektivnog rada bila je česta tema zajedničkih projekata i koncepata grupe. Ivan Kožarić predlaže Neobičan projekt (projekt rezanja Sljemena) 1960. godine, te projekt odljeva svih značajnijih šupljina u gradu. Radoslav Putar 1963. godine predložio je Kolektivno djelo, pri čemu je svaki član trebao napisati svoj stav prema mogućnosti ostvarivanja istog. Ankete su također bile tipičan vid kolektivnog rada. Važno je spomenuti i gorgonsku upotrebu pošte koja, kao sredstvo svakodnevne komunikacije, članovima Gorgone postaje sredstvo umjetničke komunikacije, čime su najavili kasniju pojavu Mail – Arta. Između članova Gorgone postojala je praksa da svaki mjesec netko od članova načini i pošalje ostalima izbor citata iz filozofskih i literarnih tekstova srodnih senzibiliteta. Misli za mjesec, kako su ih zvali, trebale su odražavati duhovno raspoloženje Gorgone, a samim tim bile su i određeni oblik samodefiniranja jer se Gorgona definirala svojim odrazom: Mi nismo Gorgona, mi samo tražimo Gorgonu u okolnom svijetu (Radoslav Putar).

## Izložbe Gorgone
1. 1977. Zagreb, Galerija suvremene umjetnosti
2. 1977. Beograd, Galerija Studentskog kulturnog centra
3. 1977. Mönchengladbach, Städtische Museum
4. 1981. Sao Paulo, XVI Sao Paulo Biennail
5. 1985. Osijek, Galerija likovnih umjetnosti
6. 1986. Beograd, Galerija Studentskog kulturnog centra
7. 1989. Dijon, Art Plus Universitè (FRAC Bourgogne; Atheneum)
8. 1997. Stra (VE), Villa Pisani; Ex macello, Dolo (VE), izložba u okviru 47. venecijanskog biennala

## Galerija djela
- Članovi Gorgone
- Adoracija, 1966. godine na izložbi Julija Knifera
- Gorgona br. 1, Josip Vaništa, Muzej suvremene umjetnosti, Zagreb
- Gorgona br. 2. Julije Knifer, Muzej suvremene umjetnosti, Zagreb‎
- Gorgona br. 5, Ivan Kožarić, Muzej suvremene umjetnosti, Zagreb
- Gorgona br. 6, Josip Vaništa, Muzej suvremene umjetnosti, Zagreb
- Gorgonska crna
- Ivan Kožarić, Neobičan projekt, 1960.
- Ivan Kožarić, Unutarnje oči, 1959-60., Muzej suvremene umjetnosti, Zagreb
- Josip Vaništa, Beskonačni štap - U čast Manetu, 1961., Muzej suvremene umjetnosti, Zagreb
- Julije Knifer, Meandar u kutu, 1961., Muzej suvremene umjetnosti, Zagreb

## Unutarnje poveznice
- Dimitrije Bašičević Mangelos

## Vanjske poveznice
- Avantgarde Museum
- Muzej suvremene umjetnosti